# BF Волка
BF Волка (лат. BF Lupi) — одиночная переменная звезда в созвездии Волка на расстоянии (вычисленном из значения параллакса) приблизительно 93455 световых лет (около 28653 парсеков) от Солнца. Видимая звёздная величина звезды — от менее +16m до +13m.

## Характеристики
BF Волка — оранжевая пульсирующая переменная звезда, мирида (M) спектрального класса K. Эффективная температура — около 3696 K.